# Wolffs Telegraphisches Bureau
Il Wolffs Telegraphisches Bureau (W.T.B.) è stata un'importante agenzia di stampa tedesca.

## Storia
Il Wolffs Telegraphisches Bureau fu fondato nel 1849 dall'editore ebreo Bernhard Wolff (1811–1879) a Berlino. Wolff era il proprietario del giornale berlinese National-Zeitung e dopo la liberalizzazione dei telegrafi ad uso privato (1849) iniziò a pubblicare sui suoi giornali i primi listini di borsa, che arrivavano per telegrafo da Francoforte e da Londra. A causa degli alti costi, Wolff si unì ad altri editori berlinesi per la gestione in comune delle notizie di borsa. Così nacque il 27 novembre 1849 il Telegraphisches Correspondenz-Bureau (B. Wolff), che successivamente si sarebbe chiamato Wolffs Telegraphisches Bureau.
Il 1º maggio 1865 il Wolffs Telegraphisches Bureau fu trasformato in società in accomandita semplice con la partecipazione delle banche: si trovò perciò ad essere di proprietà delle banche monarchiche e conservatrici e a diventare strumento della propaganda politica di Bismarck. L'intesa fu cementata dall'accordo segreto del 10 giugno 1869 fra il W.T.B. e il governo prussiano (Ministero di Stato): in cambio della precedenza nell'utilizzo degli uffici telegrafici e di un sussidio annuo di 100.000 talleri il W.T.B. si impegnò a dare la precedenza ai dispacci governativi e gli altri messaggi a richiesta.
Inizialmente il W.T.B. diffondeva solo notizie commerciali, ma poi anche politiche. Con l'accordo del 17 gennaio 1870 costituì un cartello con l'agenzia inglese Reuters e la francese Havas per spartirsi il mercato: al W.T.B spettava l'Europa settentrionale e orientale, alla Reuters l'impero britannico e alla Havas l'Europa meridionale e il Sudamerica. In base a questo accordo le filiali della Reuters a Berlino, Francoforte e Hannover passavano sotto il controllo del W.T.B. Il cartello (cui più tardi si aggiunse l'americana Associated Press) durò fino al 1934.
Prima della prima guerra mondiale il W.T.B. era una delle più importanti agenzie del mondo; aveva filiali e corrispondenti in tutte le parti del mondo, dalle quali riceveva informazioni e alle quali analogamente ne forniva. Solo in Germania occupava trecento collaboratori.
Il 1º gennaio 1934 il regime Nazista nazionalizzò il W.T.B. e la Telegraphen-Union dell'Hugenberg-Konzern e le unì per formare la nuova agenzia di stampa statale Deutsches Nachrichtenbüro.